# 六冲河大桥
六冲河特大桥是一座位于中华人民共和国贵州省黔西市与织金县的双塔斜拉桥，跨越六冲河峡谷，承载黔织高速公路，于2013年2月8日开通，以其336米的高度位列世界最高十座桥梁之一。